# Distrito de Phara
El distrito de Phara es uno de los diez que conforman la provincia de Sandia, ubicada en el departamento de Puno en el Sudeste del Perú.
Desde el punto de vista jerárquico de la Iglesia católica forma parte de la Prelatura de Ayaviri en la arquidiócesis de Arequipa.

## Geografía
El distrito de Phara se encuentra ubicado al noreste de la región de Puno. Además en ella encontramos la mina de Aporoma.

## Demografía
La población del distrito en el año 2018 es de 5091 habitantes de acuerdo con los censos del 2017.

## Centro Mineral De Aporoma
Los placeres, auríferos de Aporoma han sido conocidos y explotados desde el tiempo del coloniaje, como lo manifiestan las importantes obras que aún se conservan el camino que parte de Palca y la acequia de más de 6 km de largo construida con el objeto de aprovechar las aguas del río Huaina, en el trabajo de dichos depósitos auríferos.El viaje sé hacia partiendo del pueblo de Phara recorriendo a bestia 30 km. hasta el caserío de Palca, de donde se sigue el camino a pie en una extensión de 55 km. sobre las ruinas del antiguo camino que seguía en su mayor parte las cumbres que separan las aguas del río Huaina de las del Pacchani .
El depósito aurífero está constituido por varios bancos distribuidos en una zona casi circular, de más o menos 3 km de diámetro estando separados los unos de los otros por anchas quebradas producto de la erosión actual y de algunos tajos de los trabajos antiguos.
La zona del aluvión aurífero está situada entre los ríos Huaina y Pacchani, a una altura de 300 m., sobre el lecho de estos y rodeada por elevadas cumbres de que las separa las quebradas de ellos. El aluvión aurífero está constituido por fragmentos de cuarzo, pizarras, granito y areniscas, unidos por un cemento muy arcilloso de color rojizo y reposando todo sobre pizarras arcillosas que en algunos sitios se presentan muy desecompuestas.
El oro se encuentra diseminado en todo el espesor del banco, notándose siempre una fuerte concentración sobre el bed-rock. 
El origen del depósito aurífero se explica fácilmente considerando que el sitio en que hoy se encuentra, fue en otra época una laguna donde concurrían los ríos de Huaina y Pacchani, y que al variar las condiciones de su curso, llevó á cabo sobre las pizarras arcillosas un gran trabajo de erosión, que colocó sus lechos á nivel inferior al del depósito.
La potencia de los bancos varía entre veinte y cuarenta metros, y es toda ella utilizable, pues las monitoras pueden colocarse sobre el bed-rock.
Al lado del depósito aurífero se encuentran profundas quebradas que permiten deshacerse de los relaves sin ninguna obra de arte de importancia. Las aguas disponibles para el trabajo hidráulico son las del río Huaina cuyo caudal medio (en tiempo de seca) es dé 1,200 litros por segundo o sea 1,400 pulgadas mineras, que son suficientes para cuatro monitoras del N.º 3. La caída disponible es de más o menos 60 metros.

## Autoridades

### Municipales
- 2019 - 2022[3]
  - Alcalde: Reynaldo Arhuire Quilla, del Frente Amplio.
  - Regidores:

  1. Victor Chahura Larico (Frente Amplio)
  2. Jaime Vladimir Mamani Ruiz (Frente Amplio)
  3. Julio Abad Chambi Chura (Frente Amplio)
  4. Cloida Irma Chambi Sonco (Frente Amplio)
  5. Jaime Alfredo Villafuerte Benito (Frente Amplio para el Desarrollo del Pueblo)